# Критская духовная академия
Критская духовная академия (греч. Ορθόδοξος Ακαδημία Κρήτης, англ. Orthodox Academy of Crete) — единственное высшее образовательное заведение Критской православной церкви. Расположена в населённом пункте Колымвари. Недалеко находится Монастырь Гонья. Ректор — Амфилохий (Андроникакис)
Основана в 1968 году усилиями митрополита Кисамского и Селинского Иринея и Александроса Пападероса. Торжественное открытие академии состоялось 13 октября 1968 года. В ноябре 1995 г. открыт второй корпус академии
Учебный год проходит с сентября по май. Обучается около 300 учащихся.
В июне — июле 2016 года на территории Критской духовной академии прошёл Всеправославный собор